# Riccia
Riccia község (comune) Olaszország Molise régiójában, Campobasso megyében.

## Fekvése
A megye délkeleti részén fekszik. Határai: Castelpagano, Castelvetere in Val Fortore, Cercemaggiore, Colle Sannita, Gambatesa, Jelsi, Pietracatella és Tufara.

## Története
A település első írásos említése a 12. századból származik, habár egyes történészek szerint az ókorban római katonai kolónia volt. A következő századokban nemesi birtok volt. A 19. században nyerte el önállóságát, amikor a Nápolyi Királyságban felszámolták a feudalizmust.

## Népessége
A népesség számának alakulása:

## Főbb látnivalói
- Santa Maria delle Grazie-templom
- Santissima Annunziata-templom